# Samuel Insull

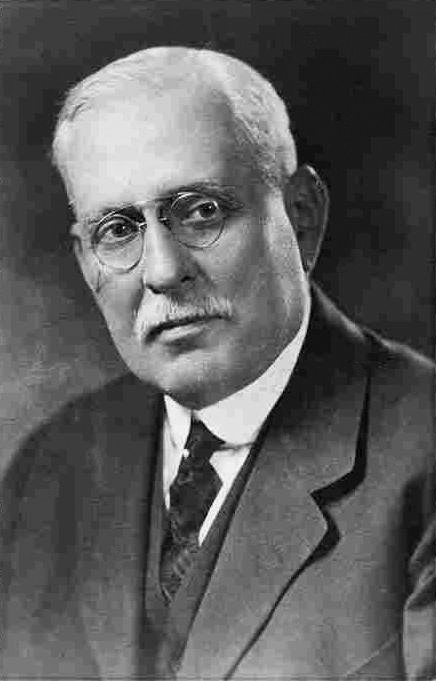
Samuel Insull

Samuell Insull (Londen, 11 november 1859 - Parijs, 16 juli 1938) was een Amerikaanse zakenmagnaat die een netwerk van interlokale spoorwegen rond Chicago exploiteerde. Hij was een ruimhartig filantroop.

## Prince of Electricity

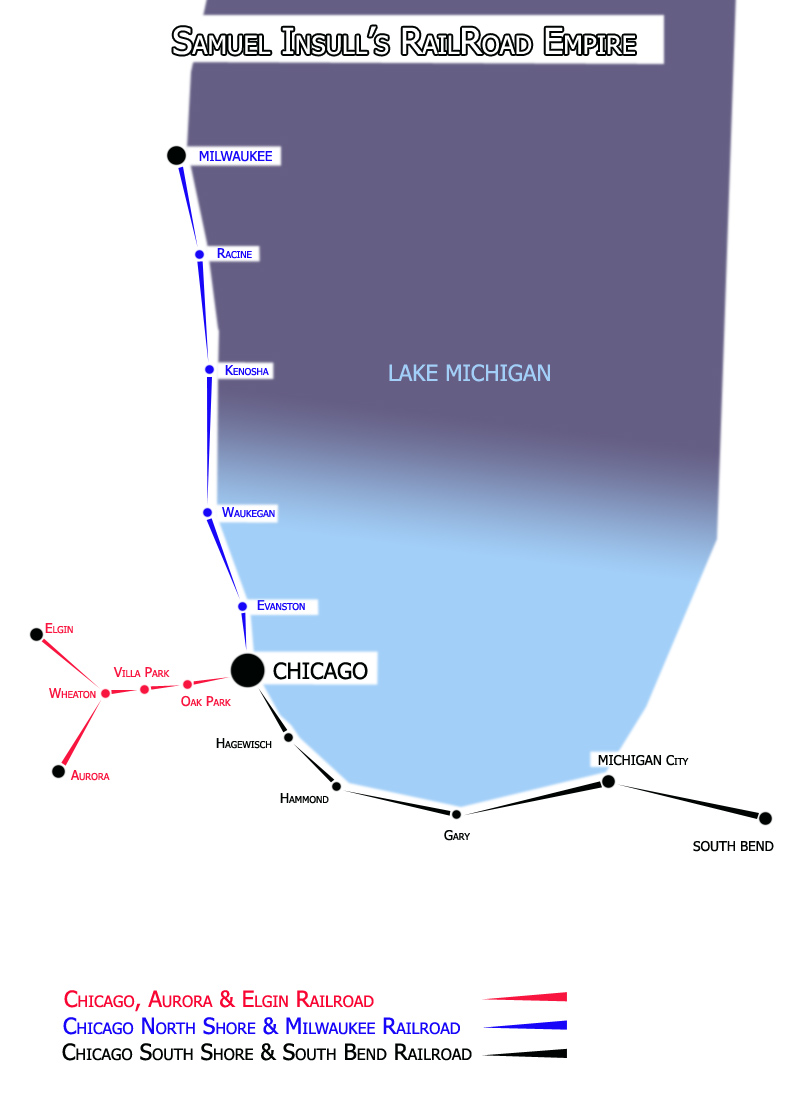
Kaart van Samuel Insull's RailRoad Empire.

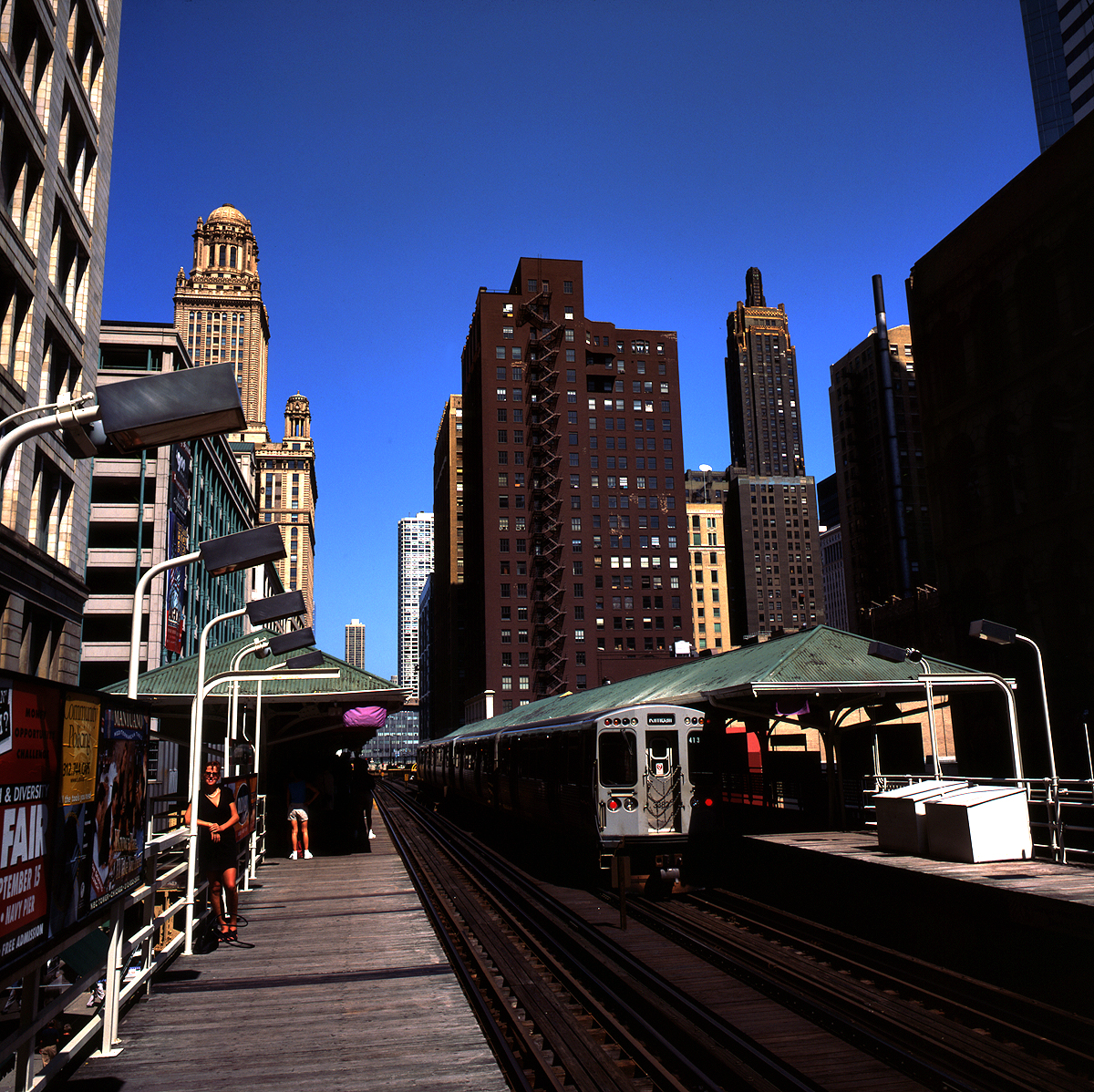
Opname van de Loop, Randolph-Station, op Wabash Av., Chicago

Samuel Insull werd geboren in Londen in 1859. Hij ging al op 15-jarige leeftijd aan het werk. Hij emigreerde naar Chicago en werd vooral geassocieerd met Thomas Alva Edison. Feitelijk compenseerde hij de zakelijke tekortkomingen van Edison die meer de verwarde, geniale, niet-commerciële uitvinder was.
Edison richtte, op aandringen van Insull, de Edison General Electric Company op en Insull werd hiervan de president. Hij kreeg toen al een salaris van $36.000.- per jaar. Al in 1909 werd een derde van de elektriciteit die het bedrijf opwekte afgenomen door openbaar vervoer met elektrische tractie. Zijn bijnaam werd dan ook ' Prince of Electricity'.
In 1914 kon Insull de tractiemagnaat van Chicago worden genoemd, want in 1911 had hij de macht overgenomen van de Chicago Elevated Railways, de huidige 'L'.
In 1916 volgde de Chicago North Shore & Milwaukee Railroad (CNS&M) die interlokale lijnen tot naar de 150 kilometer noordelijker gelegen stad Milwaukee exploiteerde. In 1925 nam Insull de controle over van de Chicago Aurora & Elgin Railroad (CA&E) en in hetzelfde jaar de Chicago and Lake Shore & South Bend Railroad (CSS&SB).
Geld speelde geen rol en er werden steeds luxere treinen ingesteld.

## De crisisjaren 1930
Op het moment van de beurscrash in 1929 werd Insulls persoonlijk vermogen geschat op $150.000.000.-. Hij trad op als filantroop, gaf miljoenen aan de bouw van de opera in Chicago en aan goede doelen.
Insull had er zo'n vertrouwen in dat de crisis snel voorbij zou zijn dat hij $197.000.000.- uitgaf aan nieuw treinmateriaal voor de Indiana Railroad.
In 1931 werd het gerucht de wereld ingebracht dat Insull zelfmoord zou hebben gepleegd wegens de voortdurende crisis en belasteringen aan zijn adres door de pers (gevoed door de bankinstellingen). Door allerlei marchanderingen kwam de meerderheid van Insulls aandelen in handen van banken in New York. Insulls rijk stortte in en werd op dat moment nog op een waarde van slechts $10.000.000.- geschat.
Met Insulls ineenstorting werden duizenden (kleine) aandeelhouders meegesleept. Insull vluchtte in 1932 het land uit om pas in 1935 terug te keren.
Financieel gebroken en lichamelijk uitgeput door oneindige rechtszaken trok hij zich in Frankrijk terug. Insull overleed op 16 juli 1938 letterlijk platzak aan een hartaanval in de Parijse Metro.